# Rose Byrne
Mary Rose Byrne (* 24. července 1979, Balmain, Nový Jižní Wales, Austrálie) je australská herečka.
Její filmový debut přišel v roce 1994 v malé roli v Dallas Doll. V roce 2000 hrála hlavní roli v australském filmu The Goddess of 1967, který ji přinesl cenu Benátského filmového festivalu pro nejlepší herečku.
V letech 2007 až 2012 ztvárnila Ellen Parsons v televizním seriálu Patty Hewes - nebezpečná advokátka, za což byla odměněna dvěma nominacemi na Zlatý glóbus a cenu Emmy. Společně se svou hereckou kolegyní Glenn Close se objevila ve všech padesáti devíti epizodách seriálu. V roce 2011 byla součástí obsazení úspěšných filmů Insidious, X-Men: První třída a Ženy sobě.

## Osobní život
Přes šest let chodila s australským scenáristou, hercem a režisérem Brendanem Cowellem. Díky svému úspěchu v seriálu Patty Hewes - nebezpečná advokátka se přestěhovala ze Sydney do New Yorku. Jejich vztah skončil v lednu 2010. Předtím chodila s australským režisérem a scenáristou Gregorem Jordanem, který ji režíroval ve filmu Ruce pryč.
V roce 2012 začala chodit s hercem Bobbym Cannavalem. Cannavale potvrdil jejich vztah v roce 2013 na předávání cen Emmy, kde během své děkovné řeči, kdy přebíral cenu pro nejlepšího herce ve vedlejší roli v dramatickém seriálu, řekl: "A chci poděkovat lásce svého života, Rose [Byrne]."
Rose Byrne žije v New Yorku a uvedla, že v této fázi svého života zůstává nejistá ohledně stabilní kariéry, se slovy: "Nemyslím si, že vás nejistota někdy opustí. Jste na volné noze. Vždycky je tu část nejistoty."

## Filmografie

### Film
| Rok  | Název                               | Role                            | Poznámky         |
| ---- | ----------------------------------- | ------------------------------- | ---------------- |
| 1994 | Dallas Doll                         | Rastus Sommers                  |                  |
| 1999 | Ruce pryč                           | Alex                            |                  |
| 1999 | The Date                            | Sophie                          |                  |
| 2000 | Moje matka Frank                    | Jenny                           |                  |
| 2000 | The Goddess of 1967                 | BG                              |                  |
| 2001 | The Pitch                           | Girl                            |                  |
| 2002 | Star Wars: Epizoda II – Klony útočí | Dormé                           |                  |
| 2002 | Město duchů                         | Sabrina                         |                  |
| 2003 | Hrad bude můj                       | Rose Mortmain                   |                  |
| 2003 | Nepíchejte do Frankieho             | Audrey Appleby                  |                  |
| 2003 | Zrůda                               | Role nebyla uvedena v titulcích |                  |
| 2003 | Proměna Placida Lakea               | Gemma Taylor                    |                  |
| 2003 | Jídlo s sebou                       | Sonja Stilano                   |                  |
| 2004 | Troja                               | Briseis                         |                  |
| 2004 | Miluj mě, prosím                    | Alex                            |                  |
| 2005 | Nájemníci                           | Irene Bell                      |                  |
| 2005 | Vzpomínky Casanovy                  | Edith                           | minisérie od BBC |
| 2006 | Marie Antoinetta                    | Yolande de Polastron            |                  |
| 2006 | Mrtvá dívka                         | Leah                            |                  |
| 2007 | Sunshine                            | Cassie                          |                  |
| 2007 | 28 týdnů poté                       | Major Scarlet Levy              |                  |
| 2008 | Just Buried                         | Roberta Knickle                 |                  |
| 2008 | The Tender Hook                     | Iris                            |                  |
| 2009 | Proroctví                           | Diana Wayland                   |                  |
| 2009 | Adam                                | Beth Buchwald                   |                  |
| 2010 | I Love You Too                      | Opilá cestující                 | Cameo            |
| 2010 | Dostaň ho tam                       | Jackie Q                        |                  |
| 2011 | Insidious                           | Renai Lambert                   |                  |
| 2011 | Ženy sobě                           | Helen Harris                    |                  |
| 2011 | X-Men: První třída                  | Moira MacTaggert                |                  |
| 2012 | Za borovicovým hájem                | Jennifer                        |                  |
| 2013 | Dávám tomu rok                      | Nat                             |                  |
| 2013 | Stážisti                            | Dana                            |                  |
| 2013 | Turning                             | Raelene                         |                  |
| 2013 | Insidious 2                         | Renai Lambert                   |                  |
| 2014 | Co by kdyby                         | Penny                           |                  |
| 2014 | Sousedi                             | Kelly Radner                    |                  |
| 2014 | Annie                               | Grace Farrell                   |                  |
| 2014 | Unity                               | Vypravěčka                      | Dokumentární     |
| 2014 | Adult Beginners                     | Justine                         |                  |
| 2015 | Špión                               | Rayna Boyanonová                |                  |
| 2015 | Šílená matka                        | Lori Minervini                  |                  |
| 2016 | Sousedi 2                           | Kelly Radner                    |                  |
| 2016 | X-Men: Apokalypsa                   | Moira MacTaggert                |                  |
| 2017 | I Love You, Daddy                   | Grace Cullen                    |                  |
| 2018 | Juliet, Naked                       | Annie Platt                     |                  |
| 2018 | Insidious: Poslední klíč            | Renai Lambert                   |                  |
| 2018 | Králíček Petr                       | Bea/Jemima Puddle-Duck (hlas)   |                  |
| 2018 | Najednou jsme rodina                | Ellie Wagner                    |                  |
| 2019 | Jsem matka                          | matka (hlas)                    |                  |
| 2019 | Jexi: Láska z mobilu                | Jexi (hlas)                     |                  |
| 2020 | Like a Boss                         | Mel Paige                       |                  |
| 2020 | Irresistible                        | Faith Brewster                  |                  |
| 2021 | Králíček Petr bere do zaječích      | Bea/Jemima Puddle-Duck (hlas)   |                  |
| 2023 | Želvy Ninja: Mutantní chaos         | Leatherhead (hlas)              |                  |
| 2023 | Insidious: Fear the Dark            | Renai Lambert                   |                  |

### Televize
| Rok       | Název                               | Role               | Poznámky                   |
| --------- | ----------------------------------- | ------------------ | -------------------------- |
| 1995      | Echo Point                          | Belinda O Conor    | 100 dílů                   |
| 1997      | Fallen Angels                       | Siobhan            | díl: „Lerve, Lerve, Lerve“ |
| 1997      | Wildside                            | Heidi Benson       | 2 díly                     |
| 1999      | Big Sky                             | Angie              | díl: „A Family Affair“     |
| 1999      | Škola zlomených srdcí               | Carly Whitely      | 3 díly                     |
| 2000      | Murder Call                         | Sarah Watson       | díl: „Still Life“          |
| 2007–2012 | Patty Hewes - nebezpečná advokátka  | Ellen Parsons      | 59 dílů                    |
| 2013      | Portlandia                          | Fredova přítelkyně | díl: „Soft Opening“        |
| 2016      | Last Week Tonight with John Oliver  | Chloe              | díl 3.20                   |
| 2016      | No Activity                         | Elizabeth          | 5 dílů                     |
| 2017      | Nesmrtelný život Henrietty Lacksové | Rebecca Skloot     | TV film                    |
| 2018      | War on Waste                        | samu sebe          | díl 2.1                    |
| 2018      | Angie Tribeca                       | Norrah Newt        | díl: „Trader Foes“         |
| 2019      | At Home with Amy Sedaris            | Mary               | díl: „All About Amy“       |
| 2020      | Mrs. America                        | Gloria Steinem     | mini-série, 9 dílů         |

### Videoklipy
| Rok  | Název písně          | Umělec       | Poznámky |
| ---- | -------------------- | ------------ | -------- |
| 2000 | "Black the Sun"      | Alex Lloyd   |          |
| 2002 | "I Miss You"         | Darren Hayes |          |
| 2007 | "Digital Versicolor" | Glass Candy  |          |

### Divadlo
| Rok       | Název                      | Role           | Lokace                                  |
| --------- | -------------------------- | -------------- | --------------------------------------- |
| 2000      | La Dispute                 | Adine          | Sydney Theatre Company                  |
| 2001      | Three Sisters              | Irina          | Sydney Theatre Company                  |
| 2014–2015 | You Can't Take It with you | Alice Sycamore | Longacre Theatre                        |
| 2016      | Speed-the-Plow             | Karen          | Rosyln Packer Theatre, Walsh Bay Sydney |
| 2020      | Madea                      | Madea          | Brooklyn Academy of Music               |

## Ocenění a nominace
| Rok  | Ocenění                                       | Kategorie                                                                         | Film                               | Výsledek  |
| ---- | --------------------------------------------- | --------------------------------------------------------------------------------- | ---------------------------------- | --------- |
| 2000 | Cena Benátského filmového festivalu           | nejlepší herečka                                                                  | The Goddess of 1967                | vítězství |
| 2002 | Film Critics Circle of Australia              | nejlepší herečka                                                                  | The Goddess of 1967                | nominace  |
| 2003 | AACTA Award                                   | nejlepší herečka                                                                  | Proměna Placida Lakea              | nominace  |
| 2007 | AFI International Award                       | nejlepší herečka                                                                  | Patty Hewes - nebezpečná advokátka | vítězství |
| 2008 | Zlatý glóbus                                  | nejlepší ženský herecký výkon ve vedlejší roli v seriálu, minisérii nebo TV filmu | Patty Hewes - nebezpečná advokátka | nominace  |
| 2008 | IGN Summer Movie Awards                       | nejlepší televizní herečka                                                        | Patty Hewes - nebezpečná advokátka | vítězství |
| 2008 | Gold Derby Awards                             | objev roku                                                                        | Patty Hewes - nebezpečná advokátka | nominace  |
| 2008 | Gold Derby Awards                             | nejlepší herečka ve vedlejší roli                                                 | Patty Hewes - nebezpečná advokátka | nominace  |
| 2009 | Cena Emmy                                     | nejlepší herečka ve vedlejší roli v dramatickém seriálu                           | Patty Hewes - nebezpečná advokátka | nominace  |
| 2009 | AACTA International Award                     | nejlepší herečka                                                                  | Patty Hewes - nebezpečná advokátka | nominace  |
| 2010 | Zlatý glóbus                                  | nejlepší ženský herecký výkon ve vedlejší roli v seriálu, minisérii nebo TV filmu | Patty Hewes - nebezpečná advokátka | nominace  |
| 2010 | Cena Emmy                                     | nejlepší herečka ve vedlejší roli v dramatickém seriálu                           | Patty Hewes - nebezpečná advokátka | nominace  |
| 2010 | Satellite Award                               | nejlepší herečka ve vedlejší roli v seriálu, minisérii nebo televizním filmu      | Patty Hewes - nebezpečná advokátka | nominace  |
| 2011 | Phoenix Film Critics Society                  | nejlepší obsazení                                                                 | Ženy sobě                          | nominace  |
| 2012 | Central Ohio Film Critics Association         | nejlepší obsazení                                                                 | Ženy sobě                          | nominace  |
| 2012 | New York Film Critics Online                  | nejlepší obsazení                                                                 | Ženy sobě                          | vítězství |
| 2012 | Washington D.C. Area Film Critics Association | nejlepší obsazení                                                                 | Ženy sobě                          | vítězství |
| 2012 | Gold Derby Awards                             | nejlepší obsazení                                                                 | Ženy sobě                          | nominace  |
| 2012 | Critics' Choice Movie Awards                  | nejlepší obsazení                                                                 | Ženy sobě                          | nominace  |
| 2012 | MTV Movie Award                               | nejvíce překvapivý moment                                                         | Ženy sobě                          | vítězství |
| 2012 | MTV Movie Award                               | nejlepší obsazení                                                                 | Ženy sobě                          | nominace  |
| 2012 | Screen Actors Guild Award                     | nejlepší obsazení                                                                 | Ženy sobě                          | nominace  |
| 2012 | Fright Meter Award                            | nejlepší herečka                                                                  | Insidious                          | nominace  |
| 2012 | Scream Award                                  | nejlepší herečka: horor                                                           | Insidious                          | nominace  |
| 2012 | Fangoria Chainsaw Award                       | nejlepší herečka v hlavní roli                                                    | Insidious                          | vítězství |
| 2014 | AACTA Award                                   | nejlepší herečka v hlavní roli                                                    | The Turning                        | vítězství |
| 2014 | Film Critics Circle of Australia              | nejlepší herečka v hlavní roli                                                    | The Turning                        | vítězství |
| 2014 | MTV Movie Award                               | nejstrašidelnější výkon                                                           | Insidious 2                        | nominace  |
| 2014 | Cena MAXMARA                                  | tvář budoucnosti                                                                  |                                    | vítězství |
| 2015 | Critics' Choice Movie Awards                  | nejlepší filmová herečka: komedie                                                 | Sousedi                            | nominace  |
| 2015 | MTV Movie Award                               | nejlepší WTF moment (sdíleno se Sethem Rogenem)                                   | Sousedi                            | vítězství |
| 2015 | MTV Movie Award                               | nejlepší komediální výkon                                                         | Sousedi                            | nominace  |
| 2015 | MTV Movie Award                               | nejlepší polibek (sdíleno se Halston Sage)                                        | Sousedi                            | nominace  |
| 2015 | AACTA Award                                   | celoživotní ocenění                                                               |                                    | vítězství |
| 2015 | CinemaCon Awards                              | Hvězda zítřka: žena                                                               |                                    | vítězství |
| 2015 | Teen Choice Awards                            | nejlepší filmový zloduch                                                          | Špión                              | nominace  |
| 2015 | International Online Cinema Awards            | nejlepší herečka ve vedlejší roli                                                 | Špión                              | nominace  |
| 2015 | Georgia Film Critics' Association             | nejlepší herečka ve vedlejší roli                                                 | Špión                              | nominace  |
| 2015 | Utah Film Critics' Society                    | nejlepší herečka ve vedlejší roli                                                 | Špión                              | vítězství |
| 2015 | Village Voice Film Poll                       | nejlepší herečka ve vedlejší roli                                                 | Špión                              | nominace  |